# بخش گرین (شهرستان فایت، اوهایو)
بخش گرین (به انگلیسی: Green Township) یک منطقهٔ مسکونی در ایالات متحده آمریکا است که در شهرستان فیت، اوهایو واقع شده‌است.
 بخش گرین ۵۷٫۱ کیلومتر مربع مساحت و ۵۳۲ نفر جمعیت دارد و ۳۱۶ متر بالاتر از سطح دریا واقع شده‌است.